# Dobóczky Ignác
Dobóczky Ignác (1813 – Heves, 1892. április 5.) országgyűlési képviselő, földbirtokos, megyei főjegyző.

## Élete
Dobóczky Ignác, kiváló magyar éremtudós, született 1813., meghalt Hevesen 1892 április 5-én. Volt vármegyei főjegyző és táblabiró, majd országgyűlési képviselő. Leginkább délszláv és oláh érmeket gyűjtött; páratlan gazdagságú gyűjteményét a Magyar Nemzeti Múzeumnak adományozta megalapozva ezzel az érme szekciót. A hazai numizmatikának is egyik legavatottabb művelője volt. Heves mezővárosban volt földbirtokos és 1848 előtt Heves megye főjegyzője; az alkotmányos éra beköszöntése után, 1866-1868 között mint országgyűlési képviselő vett részt a közügyek intézésében; később azonban egészen visszavonult hevesi birtokára, hol a mezei gazdaságnak, mellesleg kedvelt tanulmányainak, a régészet- és éremtannak élt. Heves megye táblabírája, az országos régészeti társulat választmányi tagja volt. 1884-ben az akadémiai archeológiai bizottság is megválasztotta tagjának.

## Munkái
Irodalmi munkálatai, melyek különösen az érmészetre vonatkoznak, megjelentek a Magyar Orvosok és Természettudósok Munkálataiban (XIII. 1869. Egy érem Hunyady kormányzó korából), Archaeologiai Értesítőben (1870–72.) és a Századokban (1875. A Radvánszky-család éremgyűjteménye, A magyar éremsúlyok.)